# Matthias Königswieser
Matthias Königswieser (* 1981 in Wien) ist ein österreichischer Kameramann.

## Karriere
Matthias Königswieser studierte von 2001 bis 2005 an der Academy of Art in San Francisco. Nach mehreren Kameraassistenzen und Kurzfilmen debütierte er mit dem 2010 veröffentlichten Fernsehfilm Santa Cruz als hauptverantwortlicher Kameramann für einen Langspielfilm. Seitdem war er neben seiner Tätigkeit für Werbefilme und Musikvideos an weiteren Spielfilmen tätig. Insbesondere mit dem deutschen Regisseur Marc Forster verbindet ihn eine langjährige Zusammenarbeit, die Spielfilme wie All I See Is You, Christopher Robin und Ein Mann namens Otto umfasst. Außerdem ist er Mitglied beim Verband österreichischer Kameraleute auch Austrian Association of Cinematographers (AAC).

## Filmografie (Auswahl)
- 2010: Santa Cruz
- 2014: After the Fall
- 2014: Hand of God (Fernsehserie, eine Folge)
- 2016: All I See Is You
- 2018: Christopher Robin
- 2018: Perfect
- 2022: Ein Mann namens Otto (A Man Called Otto)
- 2023: White Bird